# Genista hirsuta
Genista hirsuta, designadas popularmente por tojo-do-Sul, tojo-gatenho ou tojo-gatunho, é uma espécie de planta com flor pertencente à família Fabaceae. 
A autoridade científica da espécie é Vahl, tendo sido publicada em Symbolae Botanicae (Presl),...1: 51. 1790.

## Portugal
Trata-se de uma espécie presente no território português, nomeadamente os seguintes táxones infraespecíficos:
- Genista hirsuta subsp. algarbiensis - presente em Portugal Continental. Em termos de naturalidade é endémica da Península Ibérica. Não se encontra protegida por legislação portuguesa ou da Comunidade Europeia.
- Genista hirsuta subsp. hirsuta - presente em Portugal Continental. Em termos de naturalidade é endémica da Península Ibérica. Não se encontra protegida por legislação portuguesa ou da Comunidade Europeia.